# Formación Barun Goyot

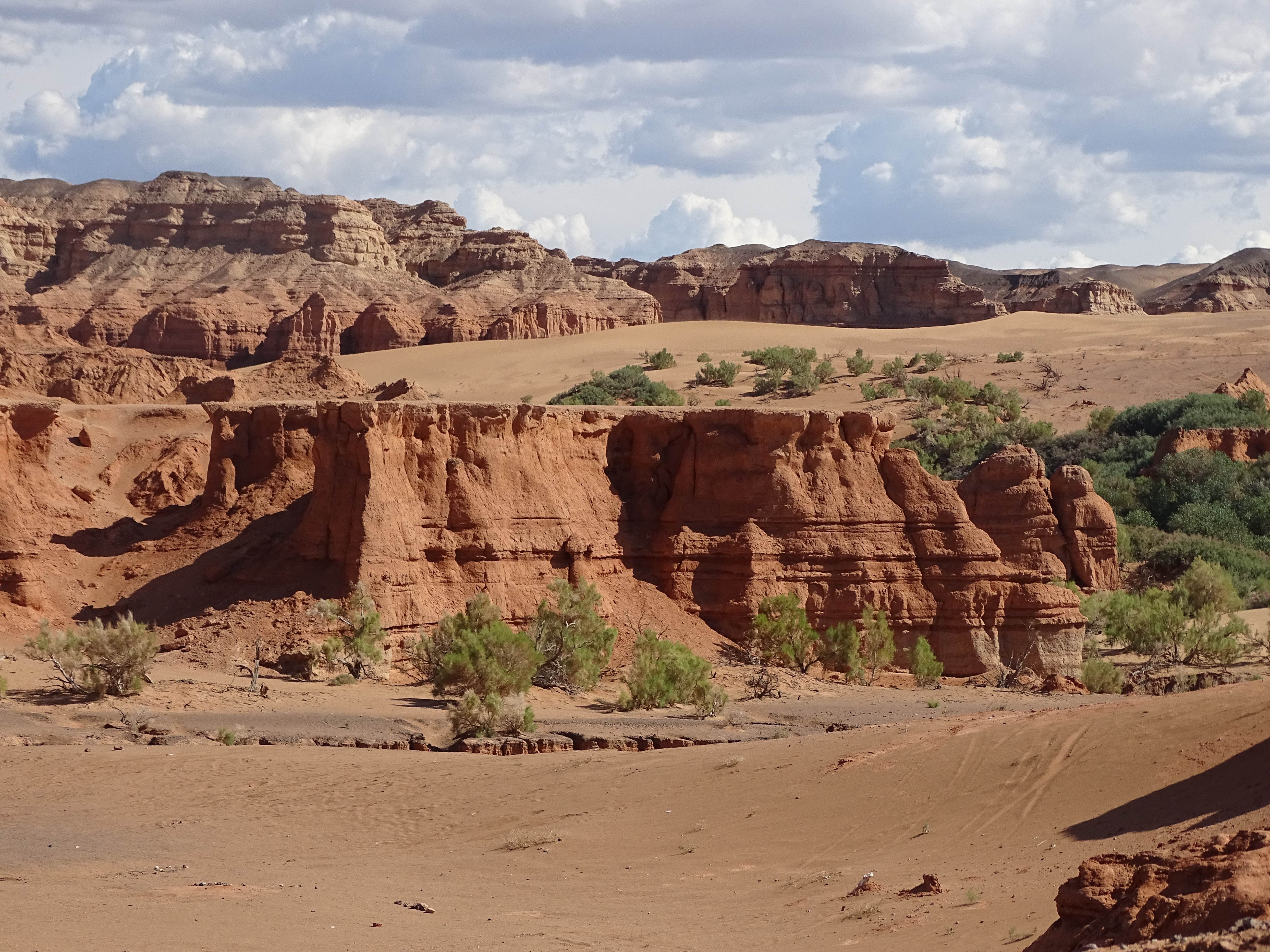
Formaciones en el Kermen Tsav, Parque Nacional de Gobi Gurvansaikhan. 2014

La Formación Barun Goyot, que data de la época Cretácico superior, se encuentra en el vasto desierto del Gobi, en la Provincia Ömnögovi de Mongolia. 
Los fósiles encontrados en esta formación han permitido identificar los taxones:
- Conchoraptor gracilis
- Hulsanpes perlei
- Ingenia yanshini
- Saichania
- Velociraptor mongoliensis